# Wettinia
Wettinia é um género botânico pertencente à família Arecaceae.

## Espécies[1]
Grupo Wettinia s. str.:
- Wettinia aequatorialis
- Wettinia augusta Poepp. & Endl.
- Wettinia castanea H.E.Moore & J.Dransf.
- Wettinia fascicularis
- Wettinia hirsuta
- Wettinia lanata R.Bernal
- Wettinia longipetala
- Wettinia minima
- Wettinia oxycarpa Galeano-Garcés & R.Bernal
- Wettinia panamensis R.Bernal
- Wettinia quinaria (O.F.Cook & Doyle) Burret
- Wettinia verruculosa H.E.Moore

Grupo Catoblastus:
- Wettinia aequalis (O.F.Cook & Doyle) R.Bernal
- Wettinia anomala
- Wettinia disticha
- Wettinia drudei
- Wettinia kalbreyeri
- Wettinia maynensis Spruce
- Wettinia microcarpa (Burret) R.Bernal
- Wettinia praemorsa (Willd.) Wess.Boer
- Wettinia radiata (O.F.Cook & Doyle) R.Bernal